# Guiétsou
Guiétsou es una comuna gabonesa, chef-lieu del departamento de Mougalaba de la provincia de Ngounié.
En 2013 la comuna tenía una población de 509 habitantes, de los cuales 256 eran hombres y 253 eran mujeres.
La localidad se ubica unos 60 km al suroeste de la capital provincial Mouila en la esquina suroccidental de Ngounié, cerca del límite con las provincias vecinas de Ogooué-Maritime y Nyanga. El entorno natural es montañoso, rodeado por selvas y sabanas próximas al parque nacional de Moukalaba-Doudou. El río Moukalaba, principal afluente del río Nyanga, nace cerca de Guiétsou.